# Iunașkiv, Rohatîn
Iunașkiv (în ucraineană Юнашків) este o comună în raionul Rohatîn, regiunea Ivano-Frankivsk, Ucraina, formată numai din satul de reședință.

## Demografie
Componența lingvistică a comunei Iunașkiv
     Ucraineană (99,2%)
     Alte limbi (0,8%)
Conform recensământului din 2001, majoritatea populației comunei Iunașkiv era vorbitoare de ucraineană (99,2%), existând în minoritate și vorbitori de alte limbi.